# Argyrodes argyrodes
Argyrodes argyrodes es una especie de arácnido del orden de la arañas (Araneae) y de la familia Theridiidae.

## Distribución geográfica
Se distribuye por la Europa mediterránea y África, incluyendo las Seychelles.